# پناپیدیمونته
پناپیدیمونته (به ایتالیایی: Pennapiedimonte) یک کومونه در ایتالیا است که در استان کییتی واقع شده‌است. پناپیدیمونته ۴۷ کیلومتر مربع مساحت و ۵۴۸ نفر جمعیت دارد و ۶۶۹ متر بالاتر از سطح دریا واقع شده‌است.